# Edmund von Pfleiderer
Edmund Pfleiderer, ab 1898 von Pfleiderer, (* 12. Oktober 1842 in Stetten im Remstal, heute zu Kernen im Remstal; † 3. April 1902 in Tübingen) war Professor für Philosophie.

## Leben
Pfleiderer studierte an der Universität Tübingen Evangelische Theologie und war seitdem Mitglied der Verbindung Normannia Tübingen. Er war Feldprediger im Deutsch-Französischen Krieg 1870/71. Ab 1873 war er Professor für Philosophie an der Universität Kiel, ab 1877 an der Universität Tübingen als Nachfolger von Jakob Friedrich Reiff. Für das akademische Jahr 1897/98 wurde er zum Rektor der Universität Tübingen gewählt. In seinen Werken beschäftigte er sich vorwiegend mit Fragen der Erkenntnistheorie, Ethik sowie Geschichte und Geschichtsphilosophie.
Er war zeitweise aktives Mitglied der Nationalliberalen Partei, deren württembergische Organisation die Deutsche Partei war.
Um 1864 lernte er als Vikar in Eningen die Frauenrechtlerin Helene Lange kennen, die damals ein Jahr bei der Pfarrfamilie  Max Eifert verbrachte. Sie erwähnt ihn als einzigen Mann, der die teilweise gebildeten Frauen, die im Pfarrhaus lebten und zu Besuch waren, ernsthaft in seine philosophischen Gespräche einbezog.
1898 wurde Edmund Pfleiderer mit dem Ehrenkreuz des Ordens der württembergischen Krone ausgezeichnet, welches mit dem persönlichen Adelstitel verbunden war.

## Familie
Edmund von Pfleiderer war ein Bruder des Theologen Otto Pfleiderer und des Fabrikanten Gustav Adolf Pfleiderer. Edmunds Tochter Thekla war mit dem Zoologen Richard Hesse verheiratet und war die Mutter des Chemikers Gerhard Hesse (1908–1997).

## Werke
- Gottfried Wilhelm Leibniz als Patriot, Staatsmann und Bildungsträger, 1870 (Reprint 1987, ISBN 3-511-09203-5).
- Empirismus und Skepsis in David Hume's Philosophie als abschließender Zersetzung der englischen Erkenntnisslehre, Moral und Religionswissenschaft, 1874.
- Kosmopolitismus und Patriotismus. (= Deutsche Zeit- und Streit-Fragen. Flugschriften zur Kentniß der Gegenwart. Heft 36, S. 1–40.) Habel, Berlin 1874 (Digitalisat und Volltext im Deutschen Textarchiv).
- Der moderne Pessimismus, 1875.
- Die Idee eines goldenen Zeitalters, 1877.
- Kantischer Kritizismus und englische Philosophie, 1881.
- Lotze's philosophische Weltanschauung nach ihren Grundzügen, 2. Aufl. 1884.
- Zum Wesen der Universität und ihrer Aufgabe als Hochschule, 1884.
- Die Philosophie des Heraklit von Ephesos im Lichte der Mysterienidee, 1886.
- Zur Lösung der platonischen Frage, 1888.
- Erlebnisse eines Feldgeistlichen im Kriege 1870/71, 1890.
- Sokrates und Plato, 1896 (Neudruck 1978, ISBN 3-511-10016-X).